# Teúl de González Ortega
Teúl de González Ortega é um município do estado de Zacatecas, no México.